# Le Neveu de Wittgenstein
Une amitié
Le Neveu de Wittgenstein sous-titré Une amitié (titre original : Wittgensteins Neffe) est un roman de l'écrivain autrichien Thomas Bernhard publié en 1982 et paru en français le 1er février 1985 aux éditions Gallimard.

## Résumé
Bernhard évoque son amitié avec Paul Wittgenstein, neveu du célèbre philosophe Ludwig Wittgenstein. Ce neveu se souvient de son passé familial, notamment de ses relations avec Wittgenstein, qui était une figure autoritaire et dominante.
Le roman est centré sur un long monologue intérieur du narrateur, dans lequel il se livre à une réflexion philosophique, parfois paranoïaque, sur la vie, la mort, et l'impact de Wittgenstein sur son existence.
À travers ce texte, Bernhard explore les thèmes de la folie, de la solitude, de l'obsession et de la relation complexe entre l'individu et son héritage familial.

## Édition
Ce roman a été traduit en français et édité par Gallimard en 1985.